# Фациус, Иоганн Генрих
Иоганн Генрих Фациус (нем. Johann Heinrich Facius, верно также Faatz; 1759 — после 1810) — немецкий композитор и виолончелист-виртуоз.

## Биография
Иоганн Генрих Фациус родился в 1759 году в Регенсбурге. Его отец Иоганн Фациус (1721—1798) с 1765 года состоял на русской дипломатической службе; с 1767 в Бонне, а с 1782 (де факто с 1784) в Брюсселе. Старшие братья Иоганна Генриха — Иоганн Готтлиб (1748—1814) и Герог Зигмунд (1750—1819) были известными гравёрами, работали в Бонне и Лондоне (с 1775—1776).
По мнению Н. А. Елизаровой Фациус находился в России с 1779 года, однако музыкант приехал в Москву только весной-летом 1780 года; его первый концерт в столице зафиксирован «Московскими Ведомостями» 18 декабря 1780 года в доме графини Анны Сергеевны Салтыковой. По собственным словам (письмо к Н. П. Шереметеву от 6 декабря 1806 года) он был с 1780 года на службе в капелле у графа Петра Борисовича Шереметева. После смерти Петра Борисовича в 1788 году Фациус продолжил служить у графа Николая Петровича Шереметева вплоть до марта 1805 года. В этот период он исполнял ряд капельмейстерских обязанностей (предположительно вместе с И.Керцелли,С.Дегтярёвым и Дж.Сарти) и первыми скрипачами  Пуньяни, Фейером, Пьелтэном, кларнетистом Майером и другими. Фациус был известным в Москве концертирующим виртуозом, сочинял музыку и также преподавал.
С 1797 по 1805 год находился в Санкт-Петербурге, куда переехал вместе в Н. П. Шереметевым и его капеллой.
В 1806 году жил в семье Всеволода Андреевича Всеволожского в Москве и Елизаветино Богородского уезда Московской губернии.
В 1807—1809 годах и, возможно и позже, жил в доме графини Анны Алексеевны Орловой-Чесменской в Москве.
С лета 1809 года проживал в городе Краснослободске Пензенской губернии (ныне Республика Мордовия), где находился по крайней мере до марта 1810 года.
Дальнейшая судьба неизвестна.

## Творчество
В 80-90х годах XVIII века Фациус — активный участник московских концертов, в том числе в семье графа Владимира Григорьевича Орлова. Выступал в оркестре, ансамблях (квартетах) и как солист; исполнял концерты собственного сочинения, вызывавшие восторг у юного Александра Орлова.
Первые произведения Фациуса увидели свет в 1793 году (2 концерта для виолончели с оркестром ор. 1, посв. Н. П. Шереметеву).
В 1800 году Фациус опубликовал в Москве 3 трио [G, Es, D] для скрипки, альта и виолончели без номера опуса и без посвящения;
В 1800 году в Санкт-Петербурге была опубликована большая соната Ивана Прача (Jan Bohumir Prac, Johann Gottfried Pratsch) для пианофорте с виолончелью concertante (ор.6), включавшая в себя фрагменты сонаты Фациуса для виолончели и баса.
Между 1801 и 1805 годами были опубликованы следующие сочинения композитора:
Три дуэта для двух виолончелей ор.1 [A, e, D]; первое издание у Artaria (Вена), переиздание у Pleyel (Париж) и в издательстве «Clementi, Banler, Hyde, Collard & Davis» (Лондон).
Три дуэта для двух виолончелей или скрипки и виолончели (1803), не обнаружены.
Шесть сонат для виолончели и баса [A, d,F, a, c, D]; две книги по 3 сонаты в каждой, Cappi (Вена)
Концерт для виолончели [d] ор.3; Cappi (Вена)
В 1807 году объявление в «Московских ведомостях» оповещало любителей музыки об издании дуэта Фациуса для скрипки и виолончели. (Не обнаружен).
Ещё как минимум один дуэт для двух виолончелей остался в рукописи [B]; только Violoncello Secondo, восстановлен П. Сербиным, 2015.
Концерт для гобоя и виолончели был упомянут в наброске программы авторского концерта Антона Эберля в 1799 году, сделанном лично Графом Н. П. Шереметевым, но до сих пор не обнаружен. («l‘autre an Duo, pour l’oboe et Violoncelle, compose par M.Facius, joue par M :Czervenka, et Delfino.»)
Биографии и творчеству виолончелиста посвящено объёмное исследование Павла Сербина, включающее в себя полное собрание музыкальных сочинений композитора в партитурах.